# Fiat Regata
Fiat Regata je model vyráběný od roku 1983 kdy nahradil Fiat 131. Výroba regaty byla ukončena v roce 1990, kdy jej nahradil Fiat Tempra. Byl vyráběn jako čtyřdveřový sedan nebo pětidveřové kombi (Fiat Regata Weekend). Fiat Regata byl poprvé představen na Frankfurt Motor Show v září 1983. Ve Velké Británii a v USA se jmenoval Fiat Strada.

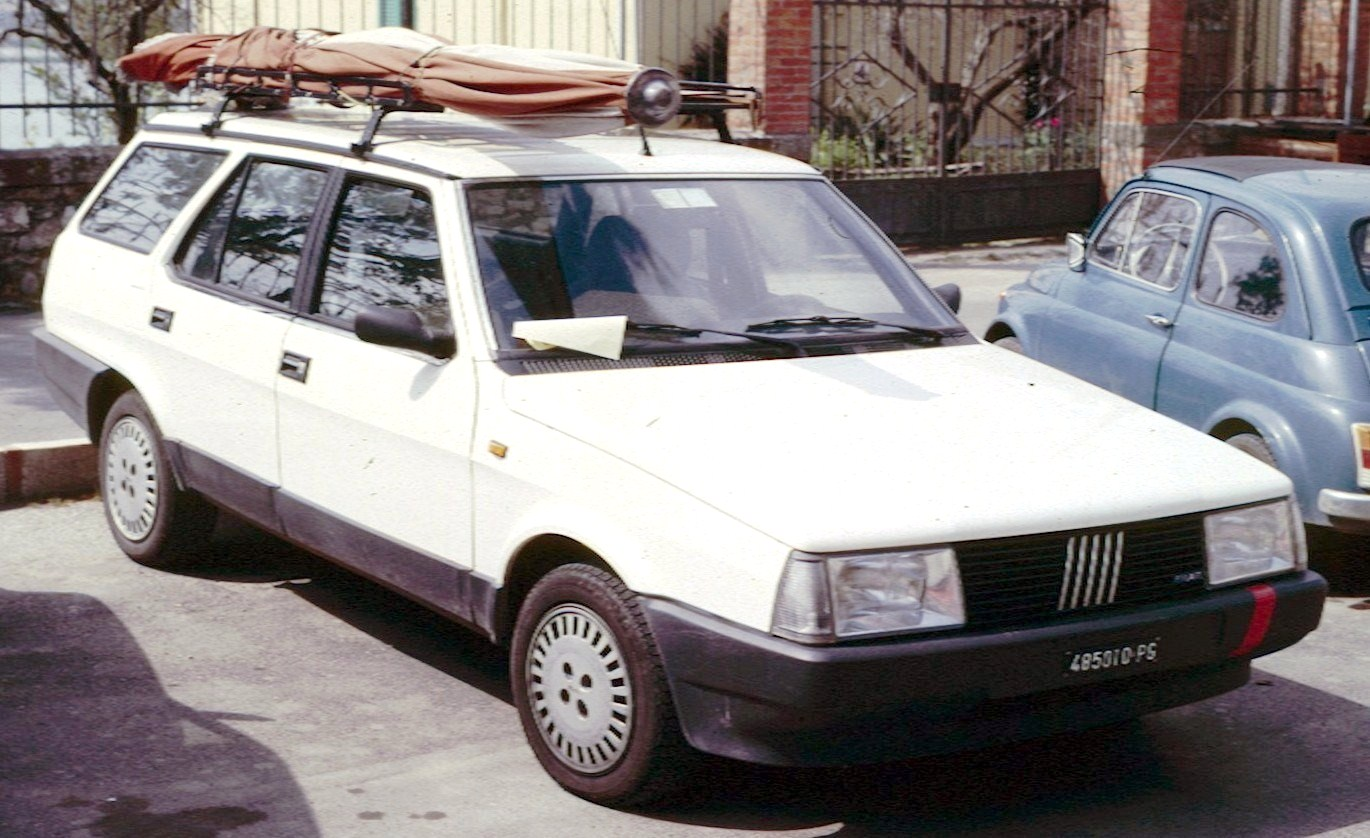
Fiat Regata Weekend
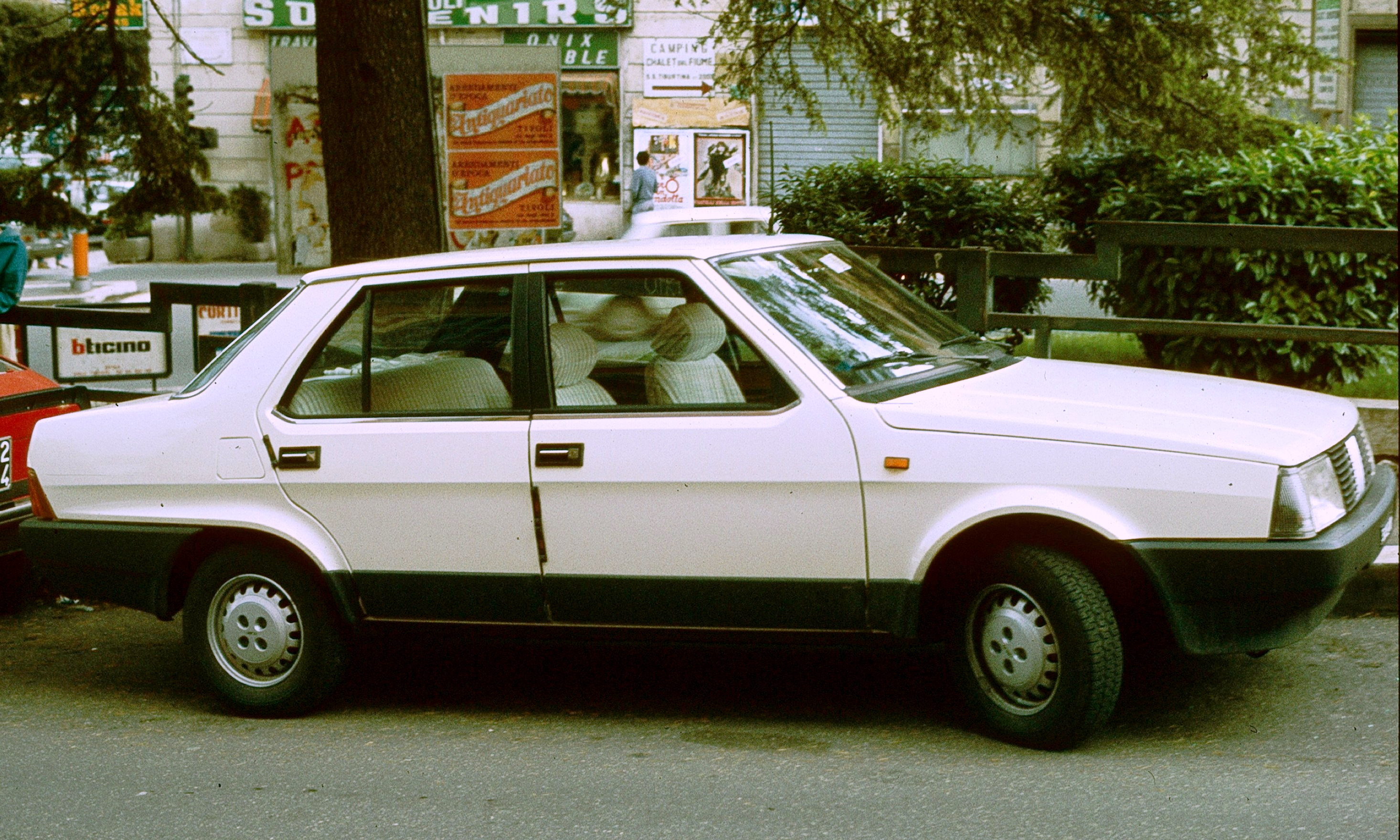
Fiat Regata z boku
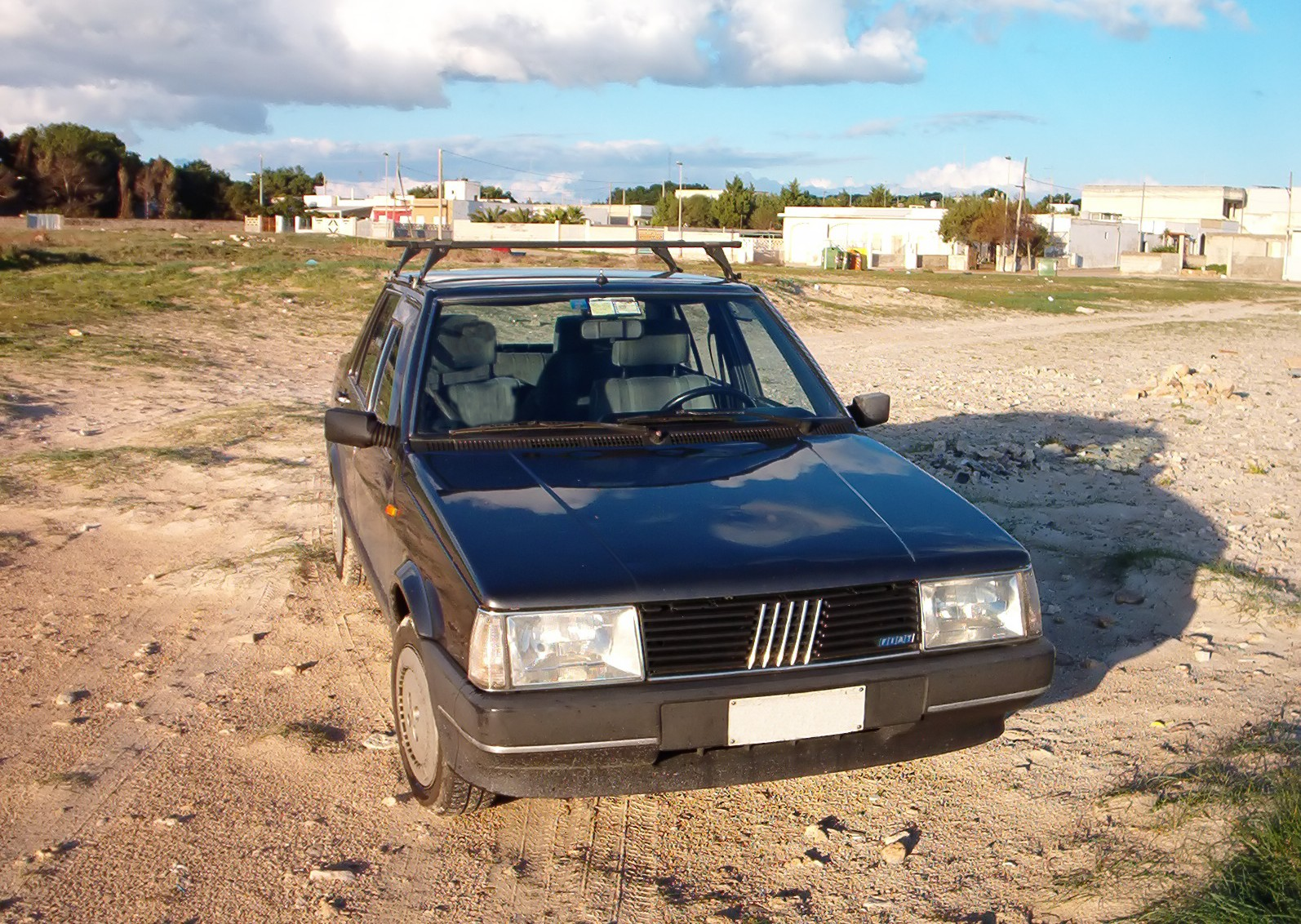
Fiat Regata zepředu
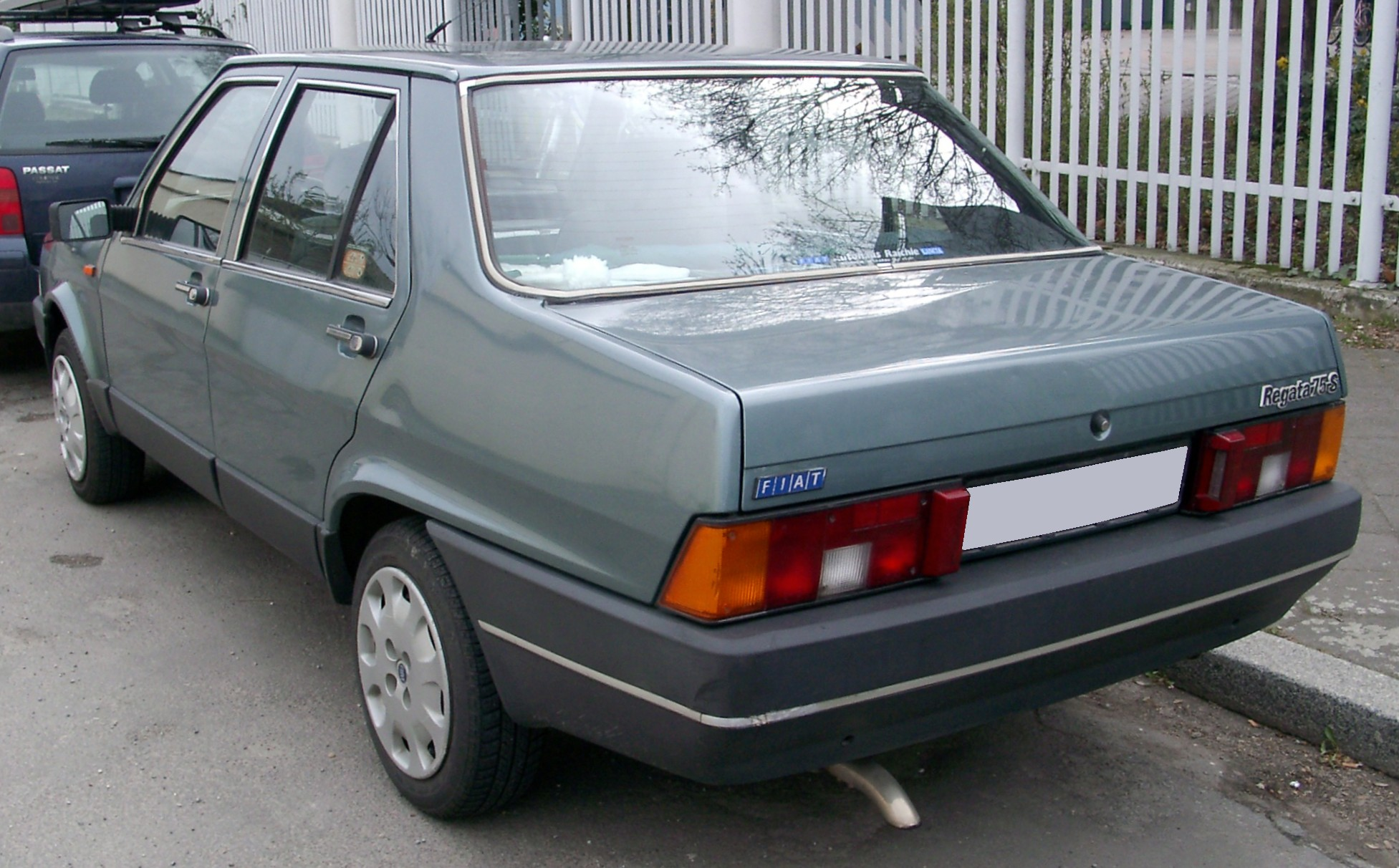
Fiat Regata zezadu